# Wolfgang Steinmayr
Wolfgang Steinmayr, född 6 september 1944 i Innsbruck, är en österrikisk cyklist som vann Österrike runt 4 gånger (1972, 1973, 1975 och 1976), vilket är ett rekord.